# Phorbia singularis
Phorbia singularis este o specie de muște din genul Phorbia, familia Anthomyiidae, descrisă de Tiensuu în anul 1938.
Este endemică în Finlanda. Conform Catalogue of Life specia Phorbia singularis nu are subspecii cunoscute.